# Trichanarta picteti
Trichanarta picteti är en fjärilsart som beskrevs av Otto Staudinger 1882. Trichanarta picteti ingår i släktet Trichanarta och familjen nattflyn. Inga underarter finns listade i Catalogue of Life.